# Euproctis anguligera
Euproctis anguligera är en fjärilsart som beskrevs av Butler 1886. Euproctis anguligera ingår i släktet Euproctis och familjen tofsspinnare. Inga underarter finns listade i Catalogue of Life.